# Munnsville
Munnsville är en ort (village) i kommunen Stockbridge i Madison County i delstaten New York. Vid 2010 års folkräkning hade Munnsville 474 invånare.

## Kända personer från Munnsville
- Bill Horr, friidrottare